# روبرت بيلينغهام
روبرت بيلينغهام (بالإنجليزية: Robert Billingham)‏ هو متسابق يخت أمريكي، ولد في 10 ديسمبر 1957 في لندن في المملكة المتحدة، وتوفي في 30 مارس 2014.

## وصلات خارجية
- روبرت بيلينغهام على موقع أوليمبيديا (الإنجليزية)